# Hrušovany (Repubblica Ceca)
Hrušovany (in tedesco Hruschowan) è un comune della Repubblica Ceca facente parte del distretto di Chomutov, nella regione di Ústí nad Labem.